# Bermuda Open 1996
Il Bermuda Open 1996 è stato un torneo di tennis giocato sulla terra rossa.
È stata la 4ª edizione del Bermuda Open che fa parte della categoria World Series nell'ambito dell'ATP Tour 1996.
Si è giocato a Bermuda dal 15 al 21 aprile 1996.

## Campioni

### Singolare
MaliVai Washington ha battuto in finale  Marcelo Filippini, 6–7 (6–8), 6–4, 7–5

### Doppio
Jan Apell /  Brent Haygarth hanno battuto in finale  Pat Cash /  Pat Rafter, 3–6, 6–1, 6–3